# Bērnu Futbola Centrs Daugavpils
Il Bērnu Futbola Centrs Daugavpils, meglio noto come BFC Daugavpils, è una società calcistica lettone con sede nella città di Daugavpils. Milita in Virslīga, la prima divisione del campionato lettone di calcio.

## Storia
Fondata ufficialmente nel 2009 come formazione riserve del Dinaburg (a seguito della fusione tra questi e il Daugava), partecipò alla 1. Līga come Daugava. L'anno dopo passò sotto il controllo del rifondato Daugava, che prese il posto in Virslīga del Dinaburg, e fu rinominato Daugava Daugavpils II.
Nel 2011 diventò una squadra indipendente e prese il nome di BFC Daugava, sempre militante in 1. Līga. L'anno successivo riuscì ad accedere allo spareggio per un posto in Virslīga, contro la penultima della massima serie, il Daugava Riga (da non confondersi col suddetto Daugava). Sconfitto allo spareggio, il BFC Daugava rimandò l'appuntamento con la Virslīga di un anno: infatti vinse la 1. Līga nel 2013 e conseguì la promozione.
Nel 2014 cambiò nome in BFC Daugavpils, anche per distinguersi dalle già presenti Daugava e Daugava Riga. Concluse la stagione d'esordio in massima serie all'ottavo posto. Nel 2015 si classificò sesto; mentre nel 2016 ha chiuso in ultima posizione, retrocedendo in 1. Līga.
Dopo un terzo posto nel 2017, vince la 1. Līga 2018 e torna in Virslīga, in cui si classifica ottavo nelle stagioni 2019 e 2020, poi sesto nel 2021 e settimo nel 2022.

## Palmarès

### Competizioni nazionali
- 1. Līga: 2

2013, 2018

### Altri piazzamenti
- 1. Līga

Terzo posto: 2017

## Statistiche e record

### Partecipazioni ai campionati
| Livello | Categoria | Partecipazioni | Debutto | Ultima stagione | Totale |
| ------- | --------- | -------------- | ------- | --------------- | ------ |
| 1º      | Virslīga  | 8              | 2014    | 2023            | 8      |
| 2º      | 1. Līga   | 7              | 2009    | 2018            | 7      |

## Organico

### Rosa 2020
Aggiornata al 25 ottobre 2020.
| N. |                     | Ruolo | Calciatore         |
| -- | ------------------- | ----- | ------------------ |
| 1  | Lettonia (bandiera) | P     | Ņikita Šaraņins    |
| 3  | Lettonia (bandiera) | D     | Kirils Iļjins      |
| 4  | Nigeria (bandiera)  | D     | David Idowu        |
| 5  | Lettonia (bandiera) | D     | Aleksejs Kudeļkins |
| 6  | Giappone (bandiera) | C     | Tatsuro Nagamatsu  |
| 7  | Lettonia (bandiera) | C     | Andrejs Kovaļovs   |
| 8  | Lettonia (bandiera) | C     | Edgars Ivanovs     |
| 10 | Lettonia (bandiera) | A     | Ricards Zaldovskis |
| 11 | Russia (bandiera)   | C     | Kirill Makeev      |
| 12 | Lettonia (bandiera) | P     | Ivans Dubodelovs   |
| 13 | Ghana (bandiera)    | D     | Daniel Adjetey     |
| 15 | Lettonia (bandiera) | C     | Raivis Ķiršs       |
| 16 | Lettonia (bandiera) | C     | Roberts Magrins    |

| N. |                     | Ruolo | Calciatore            |
| -- | ------------------- | ----- | --------------------- |
| 17 | Ucraina (bandiera)  | C     | Stanislav Nečiporenko |
| 18 | Lettonia (bandiera) | A     | Marko Regža           |
| 19 | Lettonia (bandiera) | C     | Valērijs Afanasjevs   |
| 21 | Lettonia (bandiera) | C     | Dāvis Cucurs          |
| 23 | Lettonia (bandiera) | A     | Maksims Toņiševs      |
| 28 | Lettonia (bandiera) | D     | Leonids Truskovskis   |
| 29 | Giappone (bandiera) | C     | Ryonosuke Ohori       |
| 33 | Lettonia (bandiera) | C     | Vladislavs Timofejevs |
| 39 | Lettonia (bandiera) | C     | Oļģerds Raščevskis    |
| 44 | Nigeria (bandiera)  | D     | Joshua Akpudje        |
| 77 | Lettonia (bandiera) | D     | Viktors Litvinskis    |
|    | Lettonia (bandiera) | A     | Nikita Dobratulins    |